# Герб Юсьвинського району
Герб Юсьвинського району є одним з офіційних символів муніципального утворення Юсьвинський район Пермського краю, Росія. Герб прийнятий рішенням земських зборів Юсьвинського району № 76 від 19 листопада 2008 року.
Автором герба є художник В. М. Оньков.

## Опис герба
Герб являє собою геральдичний щит, який складається з двох рівновеликих горизонтальних смуг: верхньої — червленого, нижньої — лазоревого кольору. В центрі геральдичного щита розташоване стилізоване зображення лебедя сріблястого кольору. У верхній частині герба по його осі розташовується перна у вигляді чотирьох діагональних променів, що перетинаються, сріблястого кольору.
У перекладі з комі-перм'яцької мови юсь означає лебідь, ва — вода, тобто Юсьва — лебедина вода. Саме тому на гербі зображено лебідь.

## Дивись також
- Прапор Юсьвинського району